# Bezahlte Liebe
Bezahlte Liebe ist eine US-amerikanische Stummfilmkomödie aus dem Jahr 1927 von Howard Hawks mit George O’Brien und Virginia Valli in den Hauptrollen. Regisseur Hawks produzierte den Film für die Fox Film Corporation. Das Drehbuch basiert auf der Erzählung A Royal Scandal von Harry Carr.

## Handlung
König Leopold will für sein von Armut geplagtes Königreich San Savona einen Kredit bei dem US-Bankier Peter Roberts aufnehmen. Voraussetzung dafür ist, dass der Kronprinz Michael verheiratet ist, da sein bisheriges Junggesellendasein als Bedrohung für den Fortbestand des Königreiches angesehen wird. Nun ist Michael, im Gegensatz zu seinem Cousin Prinz Eric, jedoch mehr an Autos als an Frauen interessiert. Der König und Roberts erarbeiten einen Plan, um Michaels Liebesleben anzukurbeln. 
Beide reisen nach Paris, um nach einer geeigneten Frau zu suchen, die Michael verführen und somit dessen Interesse an Frauen wecken kann. Sie schließen sich einer US-Reisegruppe an, die als Attraktion in eine Spelunke geführt wird. Auf ein Signal des Barkeepers hin beginnen die bis dahin gelangweilten Gäste zu tanzen. Als Höhepunkt spielen die junge Dolores und ein Freund einen Streit, bei dem Dolores ihren Partner ersticht. Roberts entlarvt den Schwindel und glaubt, in Dolores die richtige Frau gefunden zu haben. Er bietet ihr 50.000 Francs an, wenn sie Michael verführt. Dolores nimmt das Angebot an und reist mit einer Dienerin per Auto nach San Savona.
Nach dem Grenzübertritt geraten die beiden Frauen in einen Gewittersturm. Ihnen geht das Benzin aus und sie bleiben in der Nähe eines Hauses stecken. Dolores macht sich auf den Weg zum Haus und erreicht es erschöpft, durchnässt und verschmutzt. Nach ihrem Eintritt fällt sie vor dem überraschten Besitzer in Ohnmacht. Das Haus gehört Michael, der Dolores in ein Bett trägt. Als sie erwacht, bemerkt sie, dass sie nackt unter der Decke liegt. Michael verlässt den Raum und warnt seinen Diener, seine Identität als Kronprinz nicht zu verraten. Auf Grund seiner Uniform gibt er sich ihr gegenüber als Gardeoffizier aus. Dolores und ihre Dienerin bleiben noch einige Zeit bei Michael zu Gast. In dieser Zeit verliebt sich Michael in Dolores. Er zeigt ihr seinen Siegelring, den er nur der Frau geben darf, die er liebt. Er wünscht sich, dass sie bleibt. Sie verspricht ihm, nach zwei Wochen wieder zu ihm zu kommen.
Dolores wird in der Hauptstadt in einem prachtvollen Haus untergebracht. Telefonisch meldet sie sich bei Roberts, der im Palast weilt. Sie machen einen Termin und einen Treffpunkt aus, an dem Dolores zufällig auf Michael treffen soll. Zufällig hört der anwesende Eric von dem Arrangement und beschließt zu erkunden, was die beiden alten Herren ausgeheckt haben. Kurz vor dem Zeitpunkt um 15 Uhr sucht Eric in seiner weißen Uniform den Treffpunkt, das Casino, auf. Auch Michael sitzt in einer weißen Uniform, für Dolores das Erkennungszeichen, an einem Tisch. Mit Hilfe eines Kameraden lotst Eric Michael zu einem Schießstand und nimmt nun Michaels Platz ein. Dolores kommt an und versucht, die Aufmerksamkeit des Soldaten in der weißen Uniform zu erregen. Es gelingt ihr nach einiger Zeit, und sie und Eric verbringen den Tag miteinander. Zum Abschied verabreden sie sich für 16 Uhr am nächsten Tag. 
Dolores eilt am nächsten Tag zu Michaels Haus. Beobachtet von Michaels Diener und Dolores Dienerin, und später auch von Roberts und dem König, spazieren sie durch die Gartenanlage. Auf einer Bank überreicht Michael Dolores den Siegelring. Auch sie hat sich in ihn verliebt, beide küssen sich. Dann muss sie sich beeilen, um rechtzeitig zu ihrer Verabredung mit Eric zu erscheinen, der mittlerweile in ihrer Wohnung auf sie wartet. Dolores eilt in ihr Zimmer und zieht sich beobachtet von Eric um. Schockiert sieht sie ihn im Spiegel, der sie nun bedrängt. Dolores wehrt ihn ab und bedroht ihn mit einem Messer. Amüsiert konfrontiert er sie mit der Aussage, sie sei doch engagiert worden, um den Königshof zu unterhalten. Eric erkennt den Siegelring und nimmt ihn ihr ab. Dolores protestiert, es sei ein Geschenk des Gardeoffiziers, der ihr einen Antrag gemacht habe. Eric erklärt ihr, wer der wahre Besitzer ist, und dass dieser sie, eine Bürgerliche, nicht heiraten könne.
Dolores erhält einen Anruf des sehr zufriedenen Roberts, der sie auffordert, nach Paris zurückzureisen. Währenddessen macht sich Eric in der Offiziersmesse über Michael und den Siegelring lustig. Erst nach einer Weile bemerkt er, dass Michael hinter ihm steht und alles gehört hat. Erzürnt schlägt der Kronprinz Eric nieder. Er eilt zu Dolores und stellt sie zur Rede. Sie gesteht die Intrige, Michael verlässt wütend und enttäuscht das Haus. Roberts und der König fahren gerade vor und sehen den zornigen Michael. Sie gehen ins Haus und Roberts gibt Dolores das vereinbarte Geld. Nun wollen die beiden Herren Details wissen. Dolores erzählt ihnen die ganze Geschichte und gesteht zum Schluss traurig, dass sie Michael liebe. Sie wirft das Geld in den abgelegten Zylinder des Königs und fährt davon. Leopold und Roberts kehren streitend in den Palast zurück. Roberts kommt die Idee, Dolores zu einer Herzogin zu machen, damit Michael sie heiraten kann. Michael kommt hinzu und macht seinem Ärger und seiner Enttäuschung Luft. Als er wütend weggeht, folgen ihm Leopold und Roberts.
Zurück in Paris führt Dolores ihr altes Leben in der Spelunke. Wieder kommt eine Reisegruppe aus den USA und wieder wird den Touristen echtes französisches Leben in einer düsteren Kneipe vorgespielt. Gerade bereitet sich Dolores auf ihren Einsatz vor, als sie Leopold und Roberts in Begleitung von Michael in Uniform vor sich stehen sieht. Michael bittet sie um Verzeihung und sagt ihr, dass er sie liebe. Zufrieden drehen sich Leopold und Roberts zum Tresen um.

## Hintergrund
William S. Darling war für das Szenenbild zuständig.
In kleinen nicht im Abspann erwähnten Nebenrollen traten Henry Armetta, Sally Eilers, Francis McDonald als vermeintliches Mordopfer, Jack Pennick und Tiny Sandford als Barkeeper auf.

## Veröffentlichung
Die Premiere des Films fand am 9. Juni 1927 in London statt. Die US-Premiere erfolgte am 23. Juli 1927. In der Bundesrepublik Deutschland wurde er am 12. Februar 1979 im deutschen Fernsehen ausgestrahlt.

## Kritiken
Das Lexikon des internationalen Films schrieb: „Amüsante Stummfilm-Komödie des damals 31jährigen Howard Hawks, der einige Motive seiner späteren ‚Screwball Comedies‘ vorwegnimmt.“